# Sveta Ana na Igu
Sveta Ana na Igu (prekmursko Sveta Ana pri Igi, nemško Sankt Anna am Aigen) je trška občina z 2367 prebivalci (1. januar 2021) na jugovzhodu avstrijske dežele Štajerske. 1. januarja 2015 je bila nekdanja občina Frutten-Gießelsdorf vključena v štajersko občinsko strukturno reformo.

### Geografska lega
Sveta Ana na Igu leži približno 70 km jugovzhodno od Gradca, približno 25 km jugovzhodno od glavnega mesta okrožja Feldbacha v Vzhodnoštajerskem gričevju in približno 20 minut vožnje z avtomobilom od mesta Radgone.

### Sestava občine
Občina obsega deset krajev (v oklepaju število prebivalcev, status na dan 1. januar 2021):
- Ig (Aigen) (410)
- Frutten (206)
- Gießelsdorf (265)
- Hochstraden (143)
- Jamm (347)
- Klapping (115)
- Plesch (381)
- Risola (73)
- Sichauf (139)
- Waltra (278)

### Sosednje občine
| Bad Gleichenberg Avstrija | Kapfenstein Štajerska Avstrija | Dobra (Gradiščanska) Avstrija |
|                           |                                | Rogašovci Slovenija           |
| Straden Avstrija          | Tešina (Tieschen) Avstrija     | Klek (Klöch) Avstrija         |